# Гути (бразильский футболист)
Гу́тинер Э́йдер Ферна́ндо Ко́ста Тено́рио (порт.-браз. Guttiner Heider Fernando Costa Tenorio; род. 6 октября 1994 года, Минас-Жерайс, Бразилия), более известный как Гу́ти (порт. Guttiner) — бразильский футболист, полузащитник клуба «Стомиль».

## Биография
Гути — воспитанник множества бразильских футбольных академий. Дебютировал на взрослом уровне в 2015 году, играя за команду «Бонсусессо» в Лиге Кариока. В 2016—2017 годах провёл 17 матчей за клуб «Академика Витория» в Лиге Пернамбукано. В июле 2017 года перешёл в украинский клуб «Олимпик» (Донецк). 30 июля этого же года в матче против «Вереса» дебютировал в чемпионате Украины.
В мае 2019 года стал игроком киевского клуба «Оболонь-Бровар». Спустя месяц, в июле 2019 года, перешёл в чешскую «Виктория Жижков».